# Prelios
Prelios S.p.A, con oltre 40 miliardi di € di Asset Under Management, è uno dei principali Gruppi italiani attivi nell’alternative asset management. Con un particolare focus sui crediti e sul settore immobiliare, da oltre 30 anni Prelios opera per conto di istituzioni finanziarie, investitori istituzionali e fondi italiani ed esteri. Nell’ambito di questa attività, Prelios offre servizi sia per la gestione degli NPE (NPL e UTP),  che di asset real estate. L’unicità della piattaforma integrata di Prelios permette di offrire ai propri clienti, oltre alle attività di alternative asset management, anche servizi specializzati a supporto della gestione dei crediti e del real estate, tra cui: digital marketplace, credit agency, valuations, commercializzazione di asset, property, facility e project management.
Da luglio 2024, Prelios entra a far parte di ION Group.

## Storia
Agli inizi degli anni novanta, il management di IACI (Iniziative Agricole Commerciali Italiane) e quello di Vitruvio, società immobiliare del Gruppo Pirelli stabiliscono di riunire le loro attività immobiliari in un'unica società, che prende il nome di Milano Centrale. Negli anni successivi entrano in Milano Centrale anche le attività immobiliari del Progetto Bicocca, nel contempo la società sviluppa attività di trading immobiliare e di servizi. Nel 1997 a seguito della joint venture con Morgan Stanley diventa protagonista di importanti acquisizioni di società immobiliari e di servizi.
Nel 2001 la società assume la denominazione di Pirelli & C. Real Estate (Pirelli RE) e nel giugno 2002 viene quotata alla borsa valori di Milano.
Nel mese di giugno 2009 Pirelli RE, a causa dell'elevato indebitamento, ricorre ad un aumento di capitale di 400 milioni di euro.
Nel mese di ottobre 2010, Pirelli & C. S.p.A., a seguito della volontà di focalizzarsi esclusivamente sulle attività industriali core nel settore pneumatici, scorpora Pirelli RE dal proprio gruppo. Con lo scopo di dare un'identità più indipendente alla società, viene scelto il nome Prelios.
Nel 2011 la società, in difficoltà a causa del debito elevato, si rifinanzia per oltre 500 milioni di euro ma nell'estate 2012 Prelios annuncia altri 125,7 milioni di perdite, aggravando la sua già fragile situazione, come evidenziato da Ernst&Young in una nota a corredo del bilancio semestrale.
A seguito di un accordo quadro firmato alla fine del 2012 con Feidos 11 S.p.A. nel corso del 2013 Prelios finalizza un progetto di rilancio industriale. Nell'ambito di tale piano, durante l'agosto 2013 appena il 30% dei piccoli investitori aderisce al processo di rafforzamento finanziario e patrimoniale con la ricapitalizzazione della Società per 185 milioni di euro e la contestuale ristrutturazione del debito, che nel frattempo aveva raggiunto la cifra di circa 600 milioni di euro. A seguito dell'operazione l'assetto azionario istituzionale comprende, oltre agli investitori storicamente presenti nel capitale - Generali, Mediobanca, Camfin e Invesco - anche i principali Istituti di credito del Paese - tra cui Unicredit e Intesa Sanpaolo - e un nuovo partner industriale, Feidos 11.
Il 6 agosto 2015 il CdA approva il piano di separazione tra i servizi immobiliari e gli investimenti, con la creazione, per quest'ultimi, di una nuova società denominata Focus Investments. Contemporaneamente parte un riassetto societario tra i soci dentro il veicolo Fenice, il veicolo attraverso il quale Feidos 11 era entrata nel capitale di Prelios nel 2013. Il riassetto prevede l'uscita di Feidos 11 da Fenice, per un consolidamento dei soci storici: Tronchetti Provera, Pirelli (controllata da ChemChina), UniCredit e Intesa Sanpaolo.
Il 29 dicembre 2017 Lavaredo S.p.A. (controllata da Burlington Loan Management, veicolo di investimento di diritto irlandese gestito da Davidson Kempner Capital Management) acquisisce il 44,86% della società dai soci storici (Pirelli, Unicredit, Intesa Sanpaolo e Fenice S.r.l.), successivamente lancia all'inizio del 2018 un'OPA sul resto del capitale con l'obiettivo del delisting delle azioni Prelios. 
Nel marzo 2018 Fabrizio Palenzona è nominato presidente della società al posto del dimissionario Giorgio Luca Bruno.
Da luglio 2024, Prelios entra a far parte di ION Group.

## Business Unit
Le attività diversificate di Prelios fanno capo a diverse società e business unit specializzate:
- Prelios SGR è una Società di gestione del risparmio controllata da Prelios S.p.A. Nasce nel 2003 e in Italia ha istituito i primi fondi immobiliari ad apporto privato per investitori retail e istituzionali. La società offre servizi di asset management, istituisce, promuove e gestisce fondi comuni d'investimento  alternativi immobiliare e mobiliari nel settore del credito ed è attiva nell'advisory per conto di investitori istituzionali, nazionali ed internazionali.[9]  Amministratore Delegato di Prelios Sgr: Patrick Del Bigio.
- Prelios Integra è un operatore nei servizi integrati per la gestione del patrimonio immobiliare e lo sviluppo di progetti [10]
- Prelios Credit Servicing è un operatore nel settore del credit management
- Prelios Agency è un operatore nell'intermediazione immobiliare; ha un portafoglio di immobili in commercializzazione.[11]
- Prelios Valuations è un operatore indipendente nella valutazione di singoli immobili e patrimoni immobiliari e nei Loan Services.[12]